# Пристанище Созопол
Пристанище Созопол е пристанище в Созопол. Разположено е в Созополския залив, на около 20 km югоизточно от Бургас. Част е от пристанищен комплекс Бургас.
Пристанището е построено след Първата световна война с помощта на Трудови войски. Има кей за пътнически и риболовни кораби.